# آتنا (فیلم)
آتنا (انگلیسی: Athena) فیلمی در ژانر کمدی رمانتیک و موزیکال به کارگردانی ریچارد تورپ است که در سال ۱۹۵۴ منتشر شد.

## بازیگران
- جین پاول
- دبی رینولدز
- لوئیس کالهرن
- کارل بنتون رید
- کاتلین فریمن
- لیندا کریستین
- استیو ریوز
- ویرجینیا گیبسون